# Elaphocera barbara
Elaphocera barbara är en skalbaggsart som beskrevs av Jules Pièrre Rambur 1843. Elaphocera barbara ingår i släktet Elaphocera och familjen Melolonthidae.

## Underarter
Arten delas in i följande underarter:
- E. b. antoniae
- E. b. pardoi